# Мегало Рема (приток на Бешичкото езеро)
Мегало Рема (на гръцки: Μεγάλο Ρέμα, Холомондас или Ρέμα Απολλωνιάς) е река в Егейска Македония, Гърция, част от водосборния басейн на Бешичкото езеро (Лимни Волви).

## Описание
Мегало Рема извира в халкидическата планина Хортач (Хортиатис), източно под връх Манола (776 m), северно от паланката Галатища. Тече на север и тук носи името Слотна. Приема големия си ляв приток Мана северно от Думбия и започва да тече на изток. Тук носи името Виамура. След като приема левите си притоци Латария, Каляни и Камболакос, започва да се казва Мегало Рема, тоест Голяма река. След приемането на притока Карандзакос отново завива на север. Минава източно от Неа Аполония и се влива в Бешичкото езеро северно от Аполония (Пазаруда).

## Водосборен басейн
→ ляв приток, ← десен приток
- → Мана

- ← Мармарудас

- → Кайраки
- ← Латария (Караникос)
- ← Каляни 
- ← Камболакос
- ← Карандзакос
- ← Цацеруди
- → Ангелохоритико
- ← Микро Рема
- → Ацалиотико